# Maximiliano Rescia
Maximiliano Daniel Rescia (Florida, 29 ottobre 1987) è un giocatore di calcio a 5 argentino.
Con la nazionale argentina è stato campione del mondo nel 2016 e campione sudamericano nel 2022.

## Carriera

### Club
Atleta capace di interpretare efficacemente più ruoli, Rescia completa l'intera trafila nel settore giovanile nel Pinocho con il quale debutta nel massimo campionato argentino non ancora diciottenne. Con la Maquina verde vince sei titoli nazionali: quattro consecutivi di Apertura oltre ai due titoli di Clausura vinti nel 2005 e nel 2007. Nell'agosto del 2008 viene acquistato dal Napoli con cui debutta in Serie A; durante questa stagione viene utilizzato regolarmente anche nella squadra Under-21 che insieme ai connazionali Borruto e Iribarne trascina alla vittoria dello scudetto. La stagione seguente passa alla Napoli Barrese dove a causa di alcuni infortuni viene provato dall'allenatore Giuseppe Balzano nel ruolo di pivot, mettendo a segno 24 reti nel corso della stagione. Inizialmente tesserato dallo Zanè Vicenza, nell'estate 2010 il giocatore si trasferisce alla Futsal Samb in serie A2 a causa dello scioglimento della Barrese e della ripartenza della società veneta dai campionati regionali. Nel 2011 firma un contratto biennale con la Cogianco Genzano con cui alla prima stagione centra l'accoppiata campionato-Coppa Italia di categoria, conquistando la promozione nella massima serie. L'anno seguente la neopromossa Cogianco conclude a un più che positivo quarto posto la stagione regolare, ma soprattutto raggiunge la finale di Coppa Italia, persa contro la Luparense. Nella stagione 2013-14 il giocatore si accorda con l'Acqua e Sapone Calcio a 5 ma già a dicembre si trasferisce al Real Rieti, fortemente voluto da Alessio Musti, suo allenatore durante la parentesi Cogianco. Tra i principali artefici della brillante stagione reatina, la stagione seguente si trasferisce all'ambizioso Pescara con cui vince, in un biennio, uno scudetto, una Coppa Italia e una Supercoppa. Dopo otto stagioni giocate nei campionati italiani, nell'estate del 2016 Rescia lascia il Pescara per trasferirsi al SC García, club catalano di Primera División.

### Nazionale
Esordisce nella nazionale Under 20 prima di debuttare nel massimo campionato argentino, giocando il primo match amichevole nel 2005 contro l'Uruguay. L'anno seguente è vicecampione Sud Americano con l'Under 20 e nello stesso anno esordisce anche in nazionale maggiore nell'amichevole contro l'Olanda. Nel 2007 è medaglia di bronzo nel terzo Gran Prix brasiliano, nel 2008 è vicecampione nel torneo KL5 Word in Malesia e nel quarto Gran Prix brasiliano, mentre poco dopo arriva anche il primo successo con la nazionale nel torneo "Thailand Futsal" e l'esperienza della Coppa del Mondo 2008. Nel 2009 partecipa ancora al Gran Prix e vince il "Three Nation Cup" di Parenzo. Con la selezione Albiceleste prende parte anche al Mondiale 2012 e soprattutto a quello del 2016, nel quale l'Argentina si laurea campione per la prima volta nella sua storia.

## Palmarès

### Club

#### Competizioni giovanili
- Campionato italiano Under-21: 1
Napoli: 2008-2009

#### Competizioni nazionali
- División de Honor: 6
Pinocho: 2005 (A), 2005 (C), 2006 (A), 2007 (A), 2007 (C), 2008 (A)
- Campionato italiano: 1
Pescara: 2014-15
- Coppa Italia: 1
Pescara: 2015-16
- Supercoppa italiana: 1
Pescara: 2015
- Campionato di Serie A2: 1
Cogianco Genzano: 2011-12
- Coppa Italia di Serie A2: 1
Cogianco Genzano: 2011-12

### Nazionale
- Campionato mondiale: 1
Colombia 2016
- Coppa America: 1
Paraguay 2022